# Polypodium adianthiforme
Polypodium adianthiforme là một loài dương xỉ trong họ Polypodiaceae. Loài này được Blanco mô tả khoa học đầu tiên năm 1845.
Danh pháp khoa học của loài này chưa được làm sáng tỏ. 